# Selaginella pubescens
Selaginella pubescens là một loài dương xỉ trong họ Selaginellaceae. Loài này được Wall. Spring mô tả khoa học đầu tiên năm 1843.